# Podonephelium parvifolium
Podonephelium parvifolium är en kinesträdsväxtart som beskrevs av Ludwig Radlkofer. Podonephelium parvifolium ingår i släktet Podonephelium och familjen kinesträdsväxter. Inga underarter finns listade i Catalogue of Life.